# Joost van der Burg

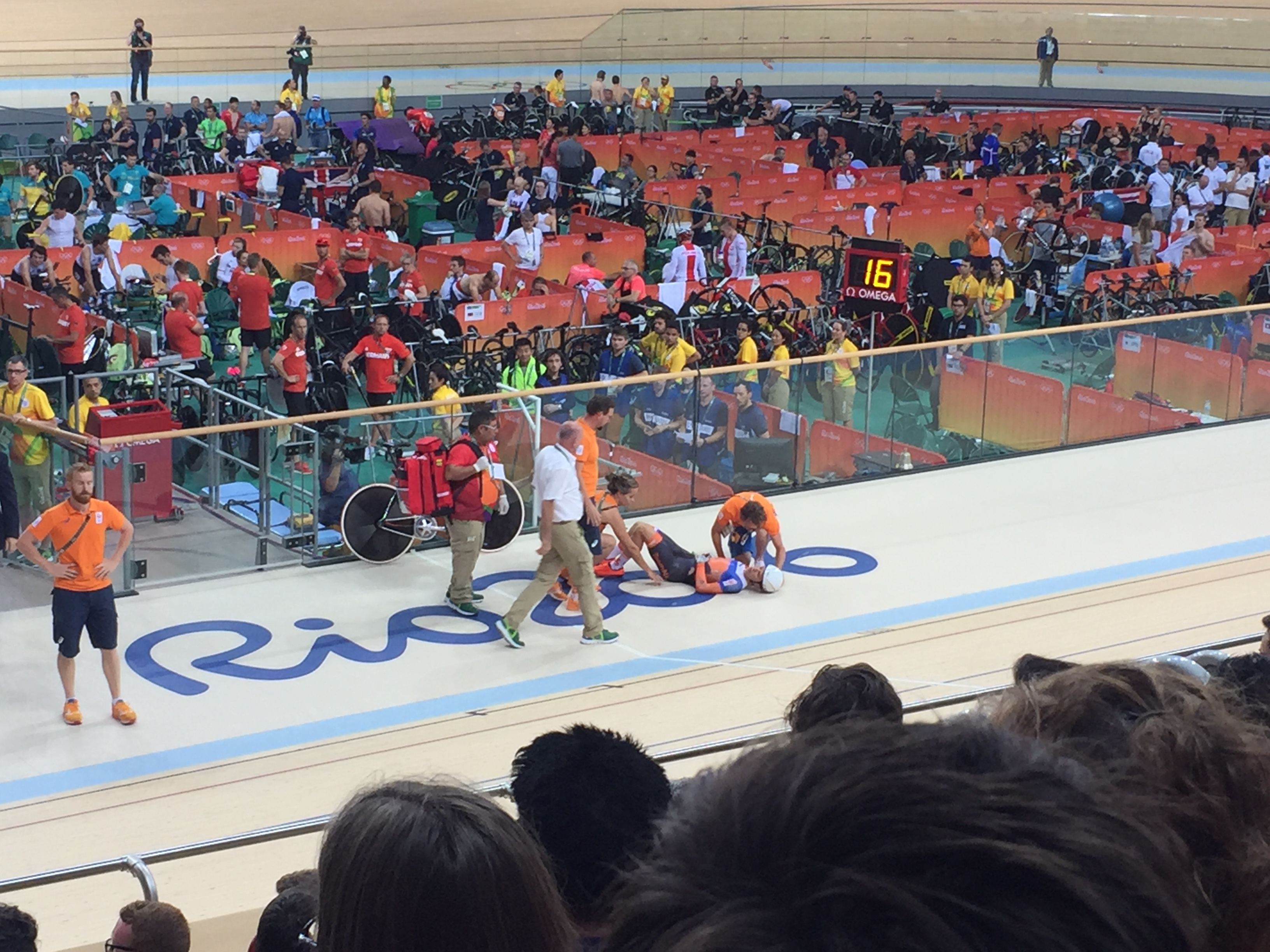
Der Sturz von van der Burg bei den Olympischen Spielen 2016

Joost van der Burg (* 11. Dezember 1993) ist ein ehemaliger niederländischer Radsportler, der Rennen auf Bahn und Straße bestritt.

## Sportliche Laufbahn
2016 wurde Joost van der Burg im niederländischen Bahn-Vierer eingesetzt, der in der Mannschaftsverfolgung bei den Weltmeisterschaften in London Platz acht belegte. Im selben Jahr 2016 wurde er für die Teilnahme an den Olympischen Spielen in Rio de Janeiro nominiert. Im Qualifikationslauf stürzte van der Burg, so dass der niederländische Vierer ausschied.

## Erfolge
2018
- Niederländischer Meister – Einerverfolgung